# Kapela sv. Mihaela u Ježdovcu
Kapela sv. Mihaela katolička je kapela smještena u zagrebačkoj četvrti Novi Zagreb – zapad u naselju Ježdovec. Izgrađena je 1995. godine. Smještena je u Ježdovečkoj ulici na prostoru zajedničkog dvorišta s osnovnom školom i dječjim igralištem, a nastala je preuređenjem napuštene seoske trgovine u sakralni objekt. Adaptaciju kapele iz trgovine izvršili su domaći majstori uz pomoć župnika Dubravka Škrlina Hrena.

## Arhitektura
Kapela ima bočnu sakristiju iznad koje se nalazi masivni niski zvonik sa zvonom. Pored sakristije, na njenom vanjskom zidu, postavljena je niša s kipom sv. Mihaela i natpisom »Sv. Mihaele, brani nas!«.
Unutrašnjost kapele je četvrtasta prostorija s vitrajima. U prednjem dijelu lađe kapele nalazi se jednostavan mramorni stol oltara koji je postavljen ispred oltarne slike koja zauzima cijeli prostor zida. U središtu slike nacrtan je lik arkanđela Mihaela u ratničkoj odori, s krilima, mačem u jednoj i vagom u drugoj ruci. Ispod njegovih je nogu pali đavao. Na zidnoj su slici, u pozadini, nacrtane ježdovečka kapela sv. Mihaela, župna crkva sv. Ivana Nepomuka, kapela Majke Božje Lauretanske u Lučkom te nekoliko seoskih kuća. Ova slika je djelo župljana Martine Bunić i Božidara Šake. S lijeve strane oltara nalazi se tabernakul, dok je na bočnom zidu reljefni križni put. Vitraji na prozorima prikazuju sakralne teme: sidro, križ, euharistiju i srce. Strop kapele je ravan i drven, a krovište je prekriveno crijepom.

## Galerija
- Pogled na kapelu s ulice
- Zvonik
- Niša s kipom sv. Mihaela